# 山下諭一
山下 諭一（やました ゆいち、1934年5月8日 - 2018年10月）は、日本の作家、翻訳家。

## 略歴
兵庫県神戸市出身。
早稲田大学文学部中退。大学在学中から創作、翻訳などの執筆活動を開始し、1958年に創刊された雑誌『マンハント』（久保書店）では編集長・中田雅久の「特別補佐官のような重要や役割」を果たし、翻訳をはじめ、のちコラム執筆を行う。
翻訳においては、カーター・ブラウンに代表される、いわゆる軽ハードボイルド作品の紹介で独自の軽妙な文体を披露。また創作における代表作は『危険な標的』（1964）にはじまる、ニューヨークの日本人無頼漢、曾根達也（ソネ タツヤ）を主人公とした連作シリーズである。他にも殺し屋を主人公とした『俺だけの埋葬簿』（1965）など、一貫して軽ハードボイルド作品を書きつづけた。
一方、こうした活動と並行して「裏街道を歩く女たちのドキュメント」を週刊誌に連載。さらに1969年に創刊された雑誌『えろちか』（三崎書房）では編集長をつとめた。以後は専ら性文化の研究に努め、多くのポルノ小説も翻訳した。
日本ジャーナリスト専門学校で翻訳作法を教え、池袋でバーを開いていた。

## 著書
- 『危険な標的 ソネ・タツヤ無頼帖』（三一新書） 1964
- 『危険とのデート ソネ・タツヤ点鬼簿』（三一新書） 1965
- 『俺だけの埋葬簿』（芸文社） 1965
- 『殺し屋を消せ 灰色の禁猟区』（久保書店） 1966
- 『曾根達也無法ノート 危険猟区』（双葉新書） 1969
- 『エロス美術館 東方の愛を探る』（三崎書房、バニーブックス） 1970、のち改題『アジアの秘画 東方の愛を探る』 1972
- 『禁断の絵本 幻想と美と陶酔と』（ベストセラーズ） 1970
- 『性教育の再検討 対談集』（みき書房） 1974
- 『動物園』1 - 5（編著、ぎょうせい） 1982
- 『アイアム・サイエンス 自然科学の勝手口 対談集』（日本コンサルタント・グループ） 1984.7
- 『美食殺人倶楽部』（ベストセラーズ） 1989

### 「日本の郷土料理」
- 『九州 (日本の郷土料理)』（石毛直道, 神崎宣武, 奥村彪生共編、ぎょうせい） 1986.4
- 『北海道・東北 (日本の郷土料理)』（石毛直道, 神崎宣武, 奥村彪生共編、ぎょうせい） 1986.5
- 『四国 (日本の郷土料理)』（石毛直道, 神崎宣武, 奥村彪生共編、ぎょうせい） 1986.7
- 『東北 (日本の郷土料理)』（石毛直道, 神崎宣武, 奥村彪生共編、ぎょうせい） 1986.9
- 『中部 (日本の郷土料理)』（石毛直道, 神崎宣武, 奥村彪生共編、ぎょうせい） 1986.11

## 翻訳
- 『殺人稼業』（ブレット・ハリディ、早川書房、世界ミステリシリーズ） 1961
- 『あなたのミスはここにある』（ダイ・リース、産報、イーグル・ライブラリー） 1962
- 『ビロードの爪』（ガードナー、東都書房、世界推理小説大系第23） 1963
- 『クランシー・ロス無頼控』（リチャード・デミング、早川書房、世界ミステリシリーズ） 1963
- 『堕落した天使 / うっかりもの連盟』（ワイルド / バー、東都書房、世界推理小説大系第24） 1964
- 『沈黙部隊』（ドナルド・ハミルトン、早川書房） 1965、のち文庫
- 『魔女を焼き殺せ』（A・メリット、徳間書店、ワールドホラー・ノベルシリーズ） 1968
- 『ダーリン』（ハリエット・デイムラー、フランス書院） 1974
- 『明日なんかいらない』（ドン・エリオット、フランス書院） 1975
- 『ビッグフット サルか?ヒトか?謎の巨人を求めて』（ピーター・バーン、金沢文庫） 1976
- 『古代のアラン』（H・R・ハガード、国書刊行会、ドラキュラ叢書） 1977
- 『覗き』（ロイ・カールスン、フランス書院） 1978、のちフランス書院ノベルズ 1983
- 『快楽へのパスポート』（H・C・ホークス、フランス書院） 1979
- 『パール傑作選』1（富士見ロマン文庫） 1979
- 『生餌』（ロイ・カールスン、フランス書院） 1980.3
- 『赤毛の女』（ピーター・ブルック、ロングセラーズ、ムックの本） 1980
- 『奴隷になった女』（ピーター・ブルック、ロングセラーズ、ムックの本） 1980
- 『熱い罠の女』（ピーター・ブルック、ロングセラーズ、ムックの本） 1980
- 『バケツ一杯の空気』（フリッツ・ライバー、サンリオSF文庫） 1980
- 『歓ぶ』（ハリー・ベスト、フランス書院） 1981.7
- 『プッシー・アニマル 写姦』（フレデリック・カー、フランス書院ノベルズ） 1981.11
- 『あばずれ』（ロイ・カールスン、フランス書院） 1981.12
- 『人類学者のクッキングブック』（ジェシカ・クーパー編、石毛直道共訳、平凡社） 1983.4
- 『パール傑作選』3（富士見ロマン文庫） 1983
- 『危険な抱擁』（D.v.ゾーレン、富士見ロマン文庫） 1983
- 『診察室』（H・C・ホークス、フランス書院ノベルズ） 1983

### カーター・ブラウン
- 『墓を掘れ』（カーター・ブラウン、早川書房、世界ミステリシリーズ） 1960
- 『ハワイの気まぐれ娘』（カーター・ブラウン、早川書房、世界ミステリシリーズ） 1962
- 『女闘牛士』（カーター・ブラウン、早川書房、世界ミステリシリーズ） 1963
- 『男たらし』（カーター・ブラウン、早川書房、世界ミステリシリーズ） 1964
- 『宇宙から来た女』（カーター・ブラウン、早川書房、世界ミステリシリーズ） 1968

### 「わくわく探検ブック」シリーズ
- 『秘密のリサちゃん みんなどこにいるのかな!?』（アンソニー・タラリコ、ワニマガジン社、わくわく探検ブック） 1991
- 『フランキーと怪物くん みんなどこにいるのかな!?』（アンソニー・タラリコ、ワニマガジン社、わくわく探検ブック） 1991
- 『ローラの冒険旅行 みんなどこにいるのかな!?』（アンソニー・タラリコ、ワニマガジン社、わくわく探検ブック） 1991
- 『スージーの楽しい遊園地 みんなどこにいるのかな!?』（アンソニー・タラリコ、ワニマガジン社、わくわく探検ブック） 1992
- 『フレディの不思議な旅 みんなどこにいるのかな!?』（アンソニー・タラリコ、ワニマガジン社、わくわく探検ブック） 1992
- 『ヘクターのわんわん大行進 みんなどこにいるのかな!?』（アンソニー・タラリコ、ワニマガジン社、わくわく探検ブック） 1992
- 『おちゃめな魔女ウェンディ みんなどこにいるのかな!?』（アンソニー・タラリコ、ワニマガジン社、わくわく探検ブック） 1992
- 『サムのびっくり世界一周 みんなどこにいるのかな!?』（アンソニー・タラリコ、ワニマガジン社、わくわく探検ブック） 1992
- 『とびだせドナルド名探偵 みんなどこにいるのかな!?』（アンソニー・タラリコ、ワニマガジン社、わくわく探検ブック） 1992